# Weldon Santos de Andrade
Weldon Santos de Andrade (Santo André, Brasil, 6 de agosto de 1980), futbolista brasilero. Juega de delantero y su actual equipo es el CFR Cluj de la Liga I de Rumania

## Clubes
| Club           | País           | Año       |
| -------------- | -------------- | --------- |
| Santos FC      | Brasil         | 2000-2002 |
| Brasiliense FC | Brasil         | 2002      |
| Sport Recife   | Brasil         | 2003      |
| AA Ponte Preta | Brasil         | 2004      |
| Al-Nassr       | Arabia Saudita | 2004-2005 |
| Cruzeiro EC    | Brasil         | 2005      |
| FC Sochaux     | Francia        | 2005-2006 |
| Troyes AC      | Francia        | 2006-2007 |
| Sport Recife   | Brasil         | 2007      |
| Os Belenenses  | Portugal       | 2007-2008 |
| Cruzeiro EC    | Brasil         | 2008      |
| Sport Recife   | Brasil         | 2009      |
| SL Benfica     | Portugal       | 2009-2011 |
| CFR Cluj       | Rumania        | 2011-     |

## Palmarés

### Campeonatos nacionales
| Título                      | Club         | País     | Año  |
| --------------------------- | ------------ | -------- | ---- |
| Campeonato Pernambucano     | Sport Recife | Brasil   | 2003 |
| Campeonato Pernambucano     | Sport Recife | Brasil   | 2007 |
| Liga Sagres                 | SL Benfica   | Portugal | 2010 |
| Copa de la Liga de Portugal | SL Benfica   | Portugal | 2010 |
| Copa de la Liga de Portugal | SL Benfica   | Portugal | 2011 |